# 成田国際空港 (企業)
成田国際空港株式会社（なりたこくさいくうこう、英: NARITA INTERNATIONAL AIRPORT CORPORATION; NAA）は、2004年（平成16年）4月1日に施行された成田国際空港株式会社法により、成田国際空港（成田空港）の設置および管理を目的として設立された特殊会社。通称「成田空港会社」。

## 概要
特殊法人新東京国際空港公団の業務及び資産・負債を承継した特殊会社で、全株式を日本国政府（株主は国土交通大臣と財務大臣）が所有する。略称のNAAは、空港公団の英字略称（New Tokyo International Airport Authority）と同じ。
成田国際空港株式会社法に基づき、日本国政府から無利子貸付、出資や債務保証を受けることができるが、営業年度毎の事業計画や新株発行・社債の募集・資金の借入、代表取締役の選定・定款の変更等については、国土交通大臣の認可を要する。
日本国政府が100%出資する会社のため、国税の他にも配当金として連結最終利益の3割程度が毎年国庫に納付される（2018年6月26日の同社株主総会で決議された配当額は、107億7,600万円）。この他に、株式会社化する際に新東京国際空港公団の政府出資金等3,016億円のうち1,496億5,300万円が政府の無利子融資として振り替えられており、その負債返済を継続していたが、2017年度（平成29年度）をもって完済した。
会社の事業の範囲には、成田国際空港周辺における航空機の騒音等により生ずる公害の防止や、損失補償のための諸事業が含まれている。
株式会社化して以降、空港ターミナルビルに入居している飲食店・ショップ・航空会社事務所といった、テナントによる賃貸収入等を「非航空系収入」と称して、店舗エリアの増床などにより売上強化を図っており、公団時代の主な収入であった空港使用料主体の「航空系収入」に依存しない経営体質を目指している。
2017年度では、NAA全体の収入のうち56%を非航空系収入が占めている（民営化時は34%）。なお、2017年度の成田国際空港のターミナルビル全体の店舗売上は、1,246億円と過去最高に上り、ショッピングセンターとしては、御殿場プレミアム・アウトレットやラゾーナ川崎プラザを押さえて、5年連続で日本一の売上収入を誇っている。
千葉港から成田空港まで航空燃料を輸送する約47キロメートルのパイプライン輸送管を持ち、石油パイプライン事業法が適用される日本唯一の事業者である。

## 事業

### 事業目的
成田国際空港の設置及び管理を効率的に行うこと等により、航空輸送の利用者の利便の向上を図り、もって航空の総合的な発展に資するとともに、我が国の産業、観光等の国際競争力の強化に寄与する（成田国際空港株式会社法第1条）。

### 法令等で定められた事業
成田国際空港株式会社法第5条や定款第2条で定められた主な事業は以下のとおり。
- 成田国際空港の設置及び管理
- 成田国際空港における航空機の離陸又は着陸の安全を確保するために必要な航空保安施設の設置及び管理
- 航空旅客及び航空貨物の取扱施設、航空機給油施設その他の成田国際空港の機能を確保するために必要な航空保安施設の建設及び管理
- 事務所、店舗その他の成田国際空港を利用する者の利便に資するために成田国際空港の敷地内に建設することが適当であると認められる施設の建設及び管理
- 成田国際空港の周辺における航空機の騒音等により生ずる障害を防止し、又はその損失を補償するために行う事業（移転補償、騒音防止工事等）
- 成田国際空港の周辺における生活環境の改善に資するために行う事業（空港周辺における環境評価、自治体への交付金交付等）

また、閣議了承などを基に、地域との共生のための取り組みの一環として、有機農業研修や社有地の農地貸付も実施している。

### 事業部門
同社では事業部制を採用しており、事業を「空港運営事業」「リテール事業」「施設貸付事業」「鉄道事業」の４つに分類している。

### 周辺対策交付金
NAAは空港の円滑な運営を図るため、航空機騒音等により生じる障害の防止及び空港周辺整備の費用に充てるものとして、千葉県・茨城県の10市町（成田市・富里市・香取市・山武市・神崎町・多古町・芝山町・横芝光町・稲敷市・河内町）に成田国際空港周辺対策交付金を交付している。
2016年度までの交付総額は約1214億円であり、同年度は約41.6億円を交付した。
交付金の使途としては、防音工事を行った公共施設の維持費並びに空港周辺道路・公園・消防施設・農業施設等の整備のための費用に充てられる。

## 沿革
- 2004年（平成16年）4月1日 - 新東京国際空港公団が民営化され、成田国際空港株式会社に改組[注釈 1]。空港の正式名称が「新東京国際空港」から『成田国際空港』に変更される[23]。
- 2005年（平成17年）
  - 3月22日 - 「エコ・エア ポート基本計画」を策定[24]。
  - 10月1日 - 航空機の騒音レベルに応じて最大離陸重量あたりの単価が変動する新体系の着陸料を導入（世界初[25]）。1979年の開港以来、初の着陸料引き下げ[26]。
- 2006年（平成18年）3月31日 - 反対同盟（熱田派）代表であった、熱田一と土地売買契約を締結[27]。
- 2007年（平成19年）6月2日 - 本社を移転（旧ANA成田マネジメントセンター）[26]。
- 2008年（平成20年）5月20日 - 空港開港30周年。旅客ターミナルでの記念品配布や地元小学生を招待した「JALデモフライトツアー」（5月18日）などの記念事業を実施[28]。
- 2009年（平成21年）
  - 3月23日 - フェデックス・エクスプレス80便着陸失敗事故発生。
  - 3月28日 - B滑走路の運用制限解除[28]。
  - 4月1日 - 成田空港地域共生・共栄会議発足[29]。
  - 10月1日 - リーマン・ショック及び新型インフルエンザによる航空需要減少に対し、航空会社支援策として着陸料の一時引き下げを実施[30]。
  - 10月22日 - 2500m化したB滑走路の供用開始[31]
- 2010年（平成22年）7月17日 - 京成成田空港線（成田スカイアクセス）開業[32]
- 2011年（平成23年）
  - 4月 - 「エコ・エアポートビジョン2020」策定。
  - 6月23日 - 「成田空港 空と大地の歴史館」オープン。
- 2013年（平成25年）3月31日 - オープンスカイ協定が適用される[33]。
- 2014年（平成26年）12月1日 - デルタ航空と格納庫のリース契約を締結[34]。
- 2015年（平成27年）
  - 3月 - 空港西側の用地（横風用滑走路の航空保安施設用地）で大規模太陽光発電所を稼動[35][36]。
  - 3月30日 - 入場ゲートのノンストップ化（検問廃止）を実施。
  - 4月1日 - 航空会社に対する新規就航割引「成田ハブ化促進インセンティブ」を実施[37]。
  - 4月8日 - 第3旅客ターミナルビルの供用を開始。10月30日にグッドデザイン賞金賞受賞を発表[38]。
- 2016年（平成28年）4月 - 「エコ・エアポートビジョン 2030」を策定[39]。
- 2018年（平成30年） 
  - 3月13日 - 千葉県・国・地元9市町・NAAからなる四者協議会で、滑走路増設や運用時間延長を含む成田空港の更なる機能強化について最終合意を得る[40]。
  - 5月20日 - 空港開港40周年。
  - 9月8日 - 関西エアポートの要請を受け、平成30年台風21号による高潮被害を受けた関西国際空港に滑走路清掃車などを派遣[41]。
  - 11月21日 - 国際空港評議会（ACI）から空港カーボン認証プログラムでレベル3を取得（国内初）[42]。
- 2019年（平成31年/令和元年）
  - 3月 - 国土強靱化貢献団体認証取得[43][44]。
  - 4月 - スカイトラックスより「World's Best Airport Staff」部門で第1位を受賞[45]。
  - 9月 -「成田ハブ化促進インセンティブ」を延長・拡充（対象期間：2019年4月1日-2022年3月31日）[46][47]。
  - 11月5日 - 「成田空港の更なる機能強化」について、航空法に基づく空港等の変更認可申請[48]。
- 2020年（令和2年）
  - 3月26日 - 2019新型コロナウイルスによる搭乗客減少を受けて、航空会社約100社をはじめとする約400社を対象に、料金・営業料の減免や支払の猶予など、100億円規模の支援を実施することを発表[49]。
  - 7月22日 - 第三者割当増資を実施し、39万4,736株を発行。国土交通大臣から299億9,993万6,000円の払込を受ける[注釈 2][50]。
  - 10月28日 - 日本の空港として初めて持続可能な航空燃料（SAF）を供給（調達・利用者は全日本空輸）[51]。
- 2021年（令和3年）
  - 1月12日 - 新型コロナウイルス感染症の影響長期化を受け、打撃を受けた企業・空港で働く職員の相談に幅広く応じ、生活を支援することを目的として、雇用相談窓口「ナリタJOBポート」を空港内に開設[52][53]。
  - 1月27日 - ACIからのAirport Health Accreditation（AHA）プログラム認証取得を発表[54]。
  - 3月25日 - 日本の空港会社で初めてとなる統合報告書、及び自社グループの2050年度二酸化炭素排出ゼロなどの目標を掲げた「サステナブルNRT2050」を発表[55]。

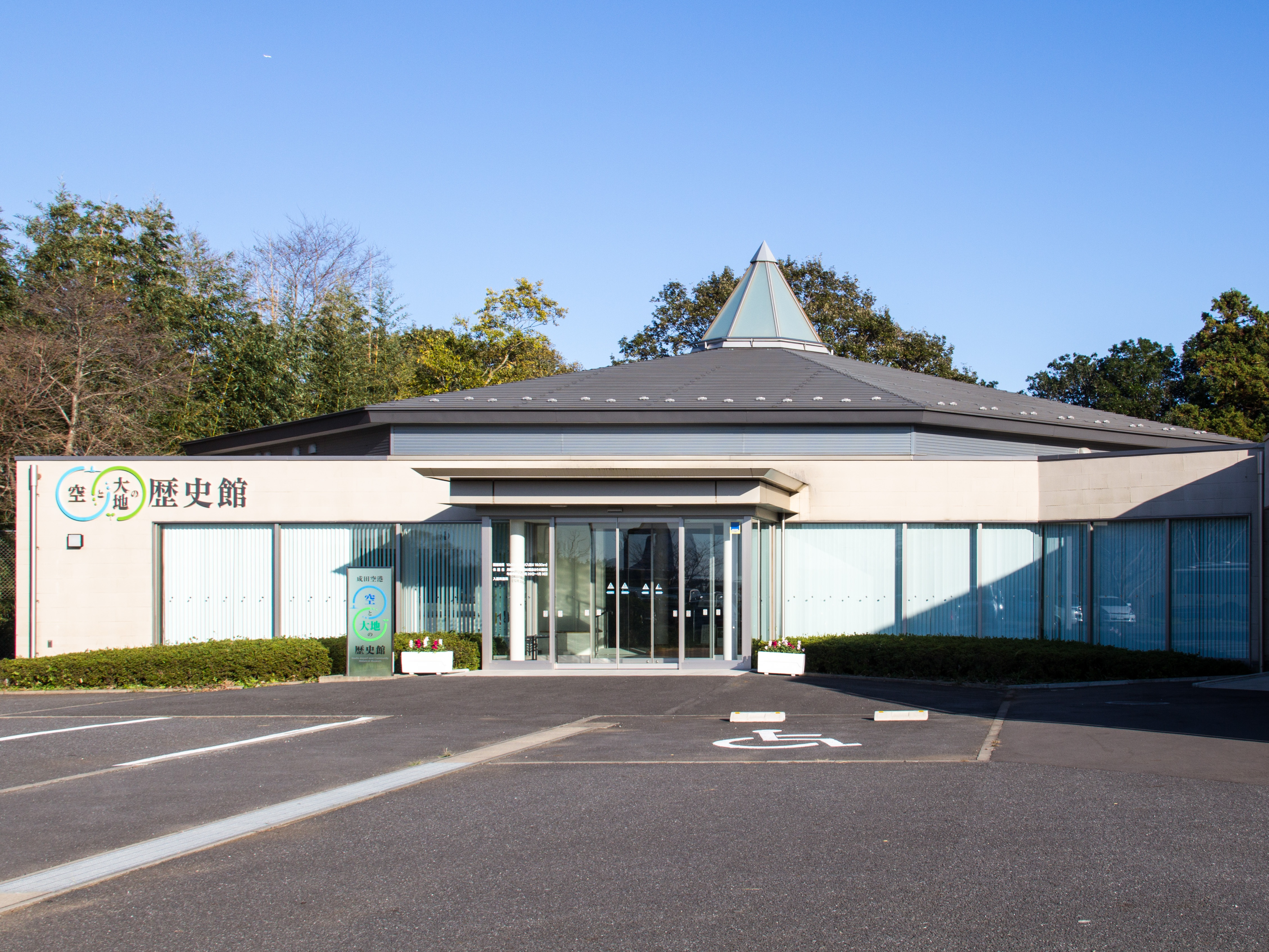
成田空港 空と大地の歴史館
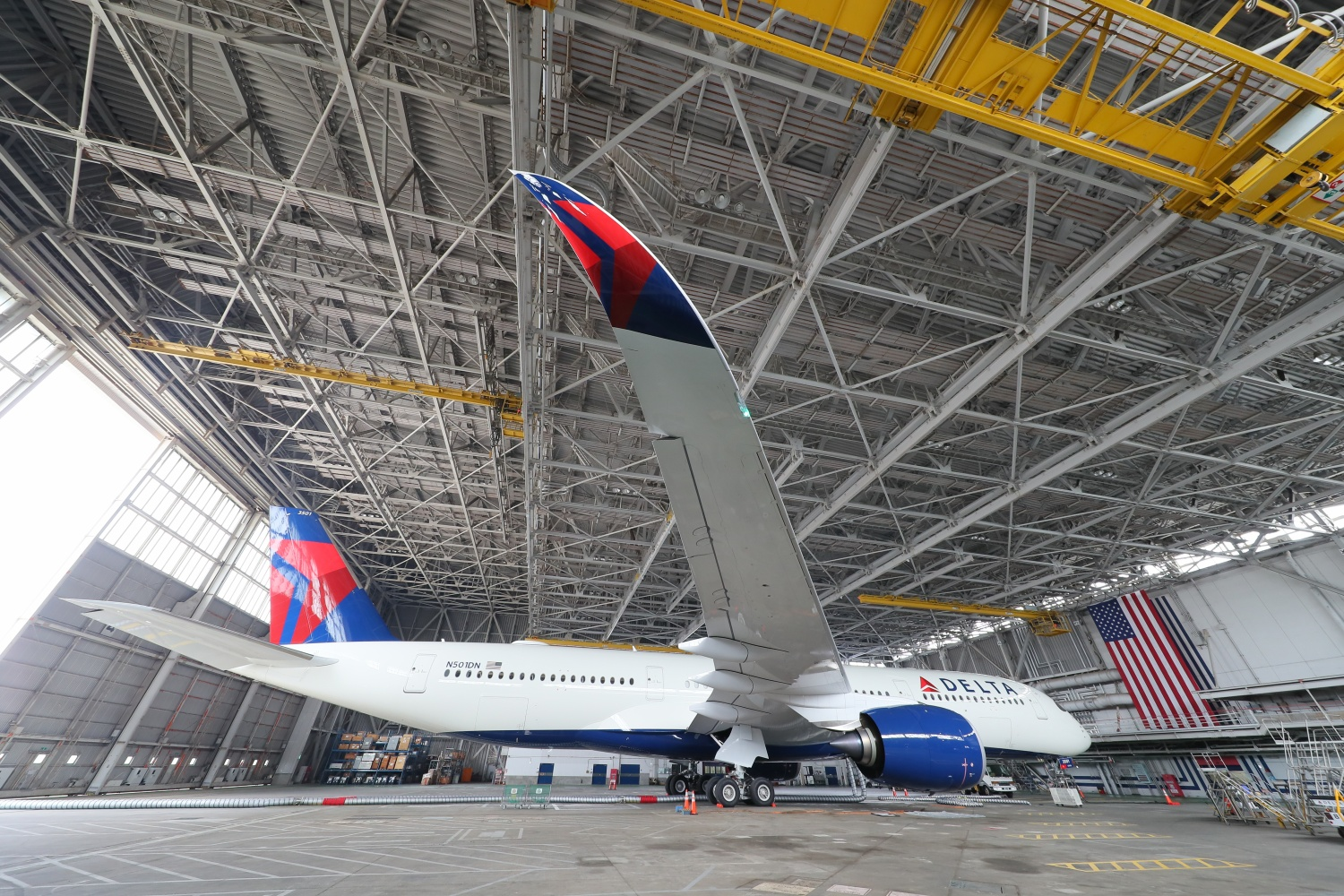
デルタ航空 成田テクニカルオペレーションセンター
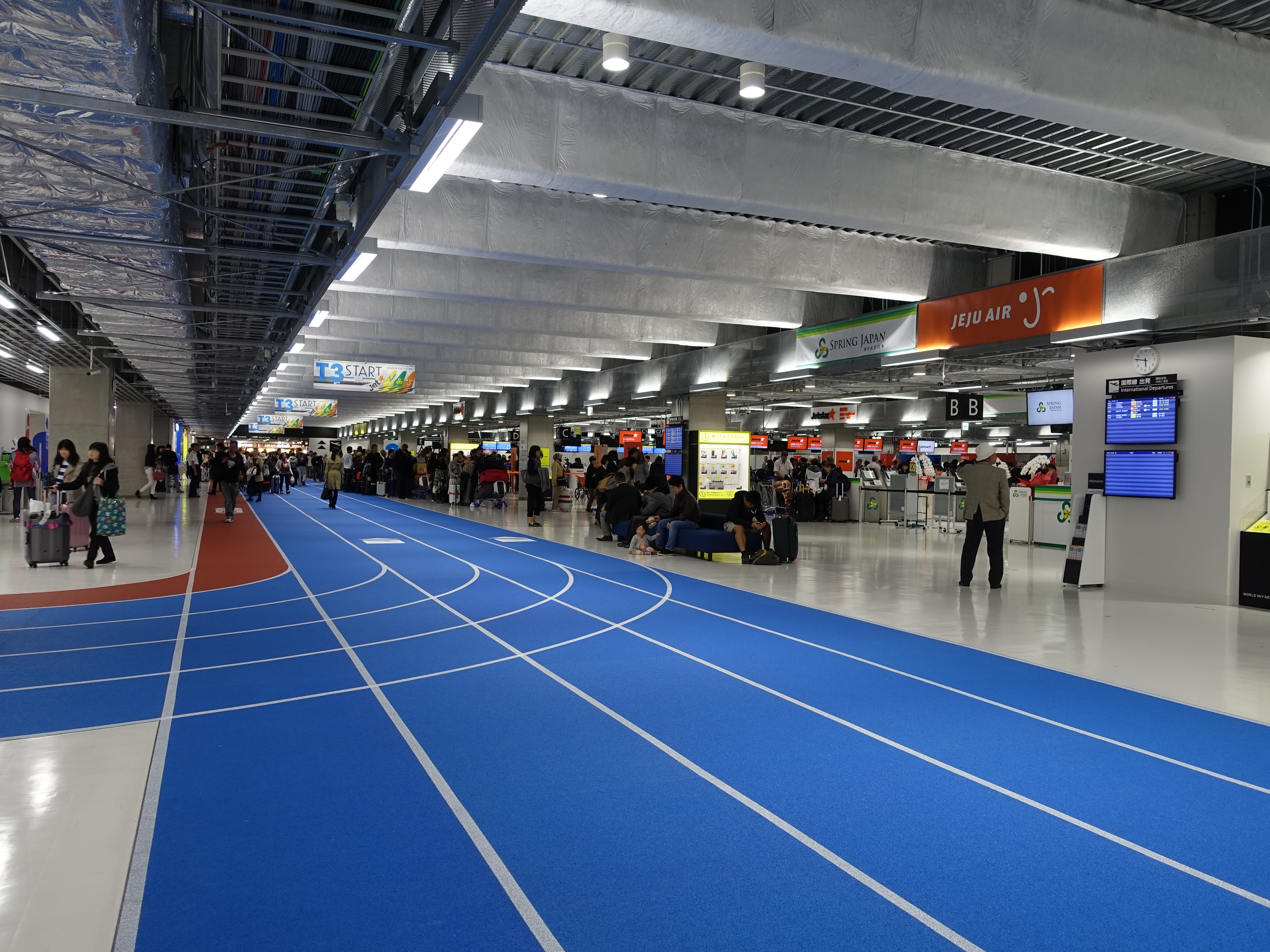
第3旅客ターミナルビル 出発ロビー
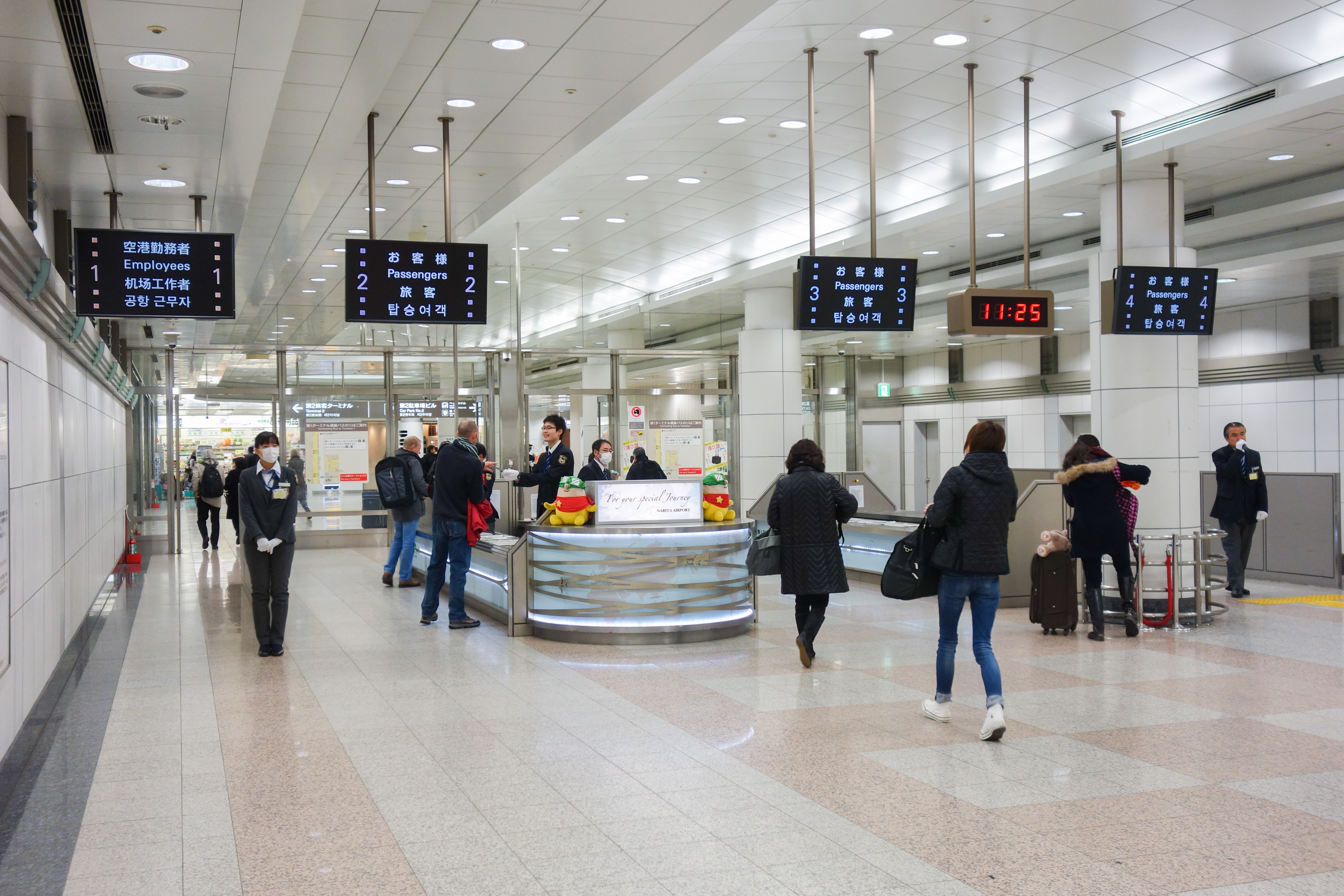
2015年まで行われた入場検問。画像中央のぬいぐるみは、NAAのマスコット「クウタン」。
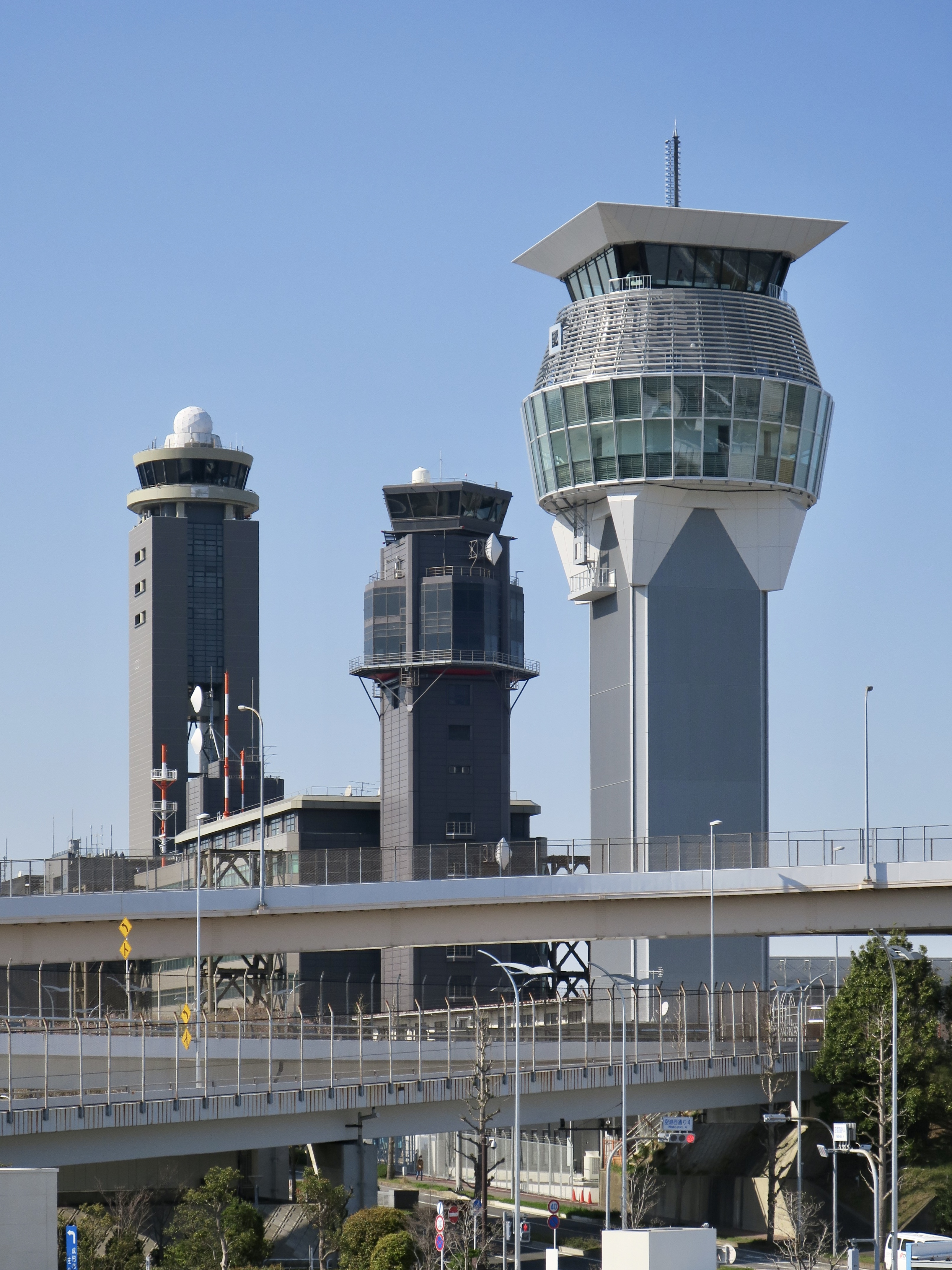
NAA社員がランプコントロール業務を行う、「ランプセントラルタワー」（画面右の塔）

## 事務所
- 本社・成田国際空港 ‐ 千葉県成田市古込字古込1番地1（成田市成田国際空港内NAAビル）
- 東京事務所 - 東京都千代田区丸の内二丁目2番1号 岸本ビルヂング11階
- 千葉港頭事務所 - 千葉県千葉市美浜区新港234番地
- 四街道事務所 - 千葉県四街道市山梨字松山2351番地

旧本社ビル

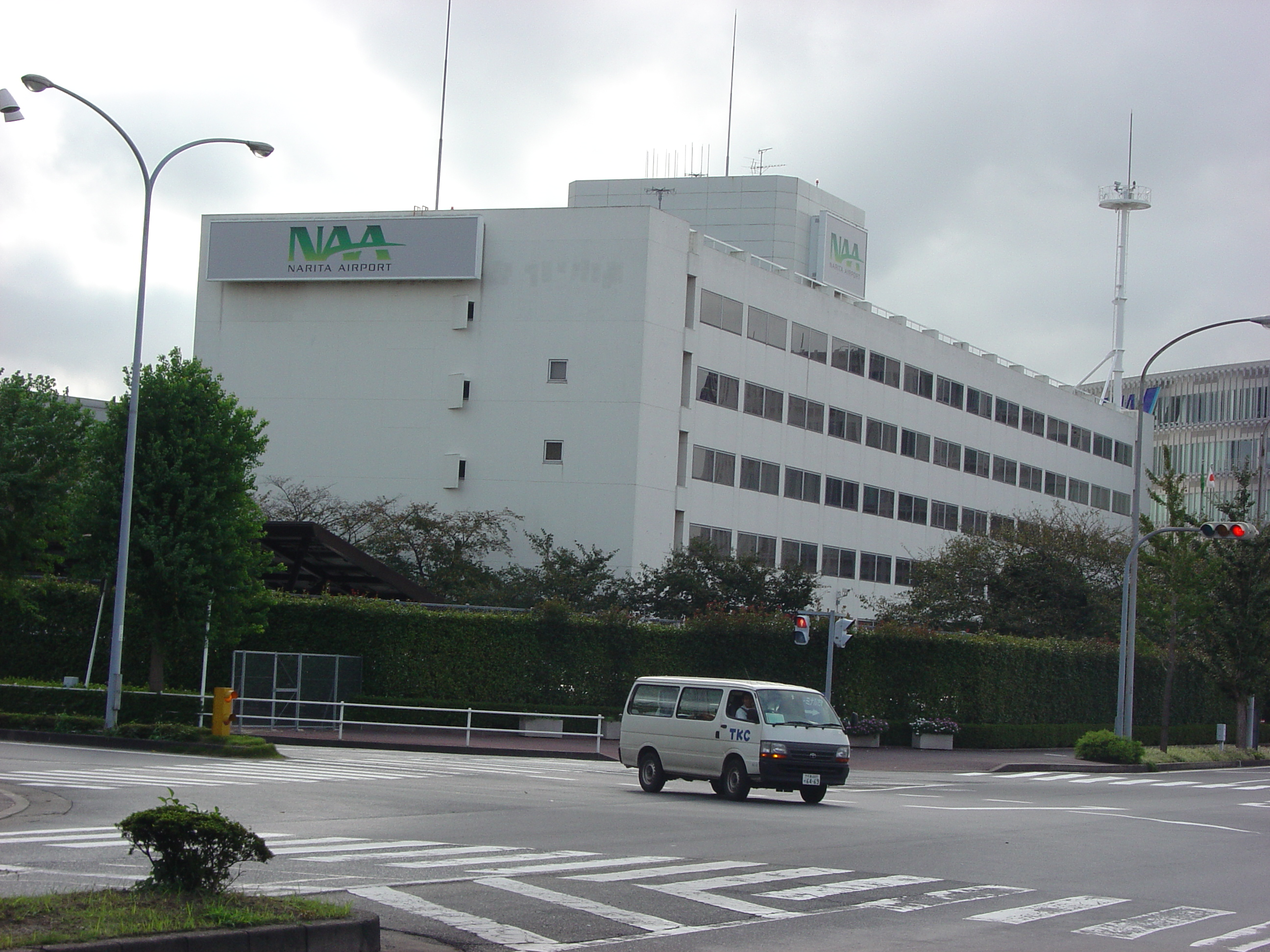
旧本社ビル（現在解体）

1996年7月から第1ターミナルビル前の旧・日本航空オペレーションセンタービル跡を本社ビルとして使用してきたが、移転後に旧本社ビルは解体され、跡地は2008年より空港利用者用の立体駐車場（P5駐車場）となった。
旧本社ビルは、日本航空のオペレーションセンタービルとして、空港開港の1978年当時から存在する建物であった。テレビドラマ「スチュワーデス物語」のロケ地などにも使用された経緯がある。

## 不祥事

### 官製談合事件
2005年11月18日に旧新東京国際空港公団発注の成田空港電気設備工事で、空港公団主導による受注調整など官製談合の疑いが浮上し、関わった電機企業各社と成田国際空港会社が東京地検特捜部の捜索を受けた。この官製談合疑惑では、成田国際空港の社員2人（懲戒解雇処分）が競売入札妨害の疑いで逮捕されるなど、官製談合事件へと発展した。

## 関連会社

### 連結子会社
同社の連結子会社は以下のとおり（2021年3月31日現在）。
- エアポートメンテナンスサービス株式会社 - 100%出資。施設に設計・工事・管理・保守点検。
- 株式会社成田エアポートテクノ - 100%出資。ターミナルビルの保守管理。2014年4月1日にネイテック防災株式会社と合併。2018年4月1日に株式会社NAAエレテックを吸収合併。
- 株式会社NAAファシリティーズ - 100%出資。空港諸施設の保守管理。
- 空港情報通信株式会社(AICS) - 100%出資。航空保安無線施設保守管理、フライト情報配信サービス、通信ネットワーク･空港内電話保守管理、ソフトウエア開発。
- 成田空港給油施設株式会社 - 100%出資。給油施設の維持管理・保安防災。
- NAAセーフティサポート株式会社 - 100%出資。警備・消火救難。2018年4月1日に株式会社NAAコミュニケーションズを吸収合併。
- 株式会社成田空港ビジネス - 100%出資。ターミナルビルでの手荷物カートサービス。
- 株式会社NAAリテイリング - 100%出資。ターミナルビルでの免税品・食品・贈答品・電化製品販売及び飲食店経営。2015年4月1日に成田空港サービス株式会社を吸収合併。
- 株式会社グリーンポート･エージェンシー - 95.7%出資。ターミナルビルでの損害保険代理店、宅配サービス、乗車券販売、両替、広告媒体販売、イベントの企画・運営、賃貸、空港周辺用地の管理等。2015年4月に株式会社メディアポート成田、臨空開発整備株式会社と合併。2018年4月1日に成田空港ロジスティックス株式会社を吸収合併。
- 芝山鉄道株式会社 - 68.5%出資。第一種鉄道事業（芝山鉄道線）。
- 成田高速鉄道アクセス株式会社 - 53.7%出資。第三種鉄道事業（京成成田空港線）。

### 持分法適用関連会社
同社の持分法適用会社は以下のとおり（2021年3月31日現在）。
- 日本空港給油株式会社 - 20%出資。成田空港を発着する航空機への給油業。
- 株式会社Japan Duty Free Fa-So-La三越伊勢丹 - 27.5%出資（間接所有割合）。市中の空港型免税店での免税品販売業[注釈 4]。

## キャラクター
- クウタン - 成田国際空港株式会社の民営化1周年を迎えた2005年（平成17年）4月に作られた。キャラクターの設定は、性別は男。年齢は不詳。夢はヒーローになる事。趣味は深夜の滑走路散歩。